# 土井貴弘
土井 貴弘（どい たかひろ、1986年8月22日 - ）は、日本の元ラグビー選手。

## プロフィール
- 奈良県出身[1]。
- 現役時代のポジションはプロップ(PR)。
- 身長 182cm、体重 113kg
- ニックネームは土井ちゃん。
- U19日本代表に選ばれたことがある[2]。
- 関東代表に選ばれたことがある[3]。

## 略歴
2005年、御所工業高校卒業後、明治大学に入る。なお御所工業高校時代、高校日本代表に選ばれたことがある。　　
2009年、明治大学卒業後、NECグリーンロケッツ（現・NECグリーンロケッツ東葛）に加入。同年9月19日に行われたジャパンラグビートップリーグ第3節のリコーブラックラムズ戦に途中出場で公式戦初出場を果たす。 
2024年、現役を引退した。